# Rostov Veliki
Pour les articles homonymes, voir Rostov (homonymie).
Rostov-la-Grande (en : russe : Ростов Великий) est une ville de l'oblast de Iaroslavl, en Russie. Rostov est l'une des plus anciennes villes de Russie et un important centre touristique de l'anneau d'or du fait du kremlin de Rostov situé au centre de la ville. Sa population s'élevait à 30 515 habitants en 2020.

## Nom
Le nom officiel de la ville est Rostov, mais les Russes la désignent habituellement sous le nom de Rostov Veliki (« Rostov-la-Grande »), pour la distinguer de la ville de Rostov-sur-le-Don, qui est d'ailleurs plus importante qu'elle. Rostov Iaroslavski est le nom officiel désignant la gare ferroviaire, en raison de sa position dans l'oblast de Iaroslavl. Le nom se trouve aussi en français au masculin avec « Rostov-le-Grand ».
La dénomination officielle devient Rostov-la-Grande. 

## Géographie
Rostov est située sur le bord du lac Nero, à 57 km au sud-ouest de Iaroslavl et à 194 km au nord-est de Moscou.

## Histoire

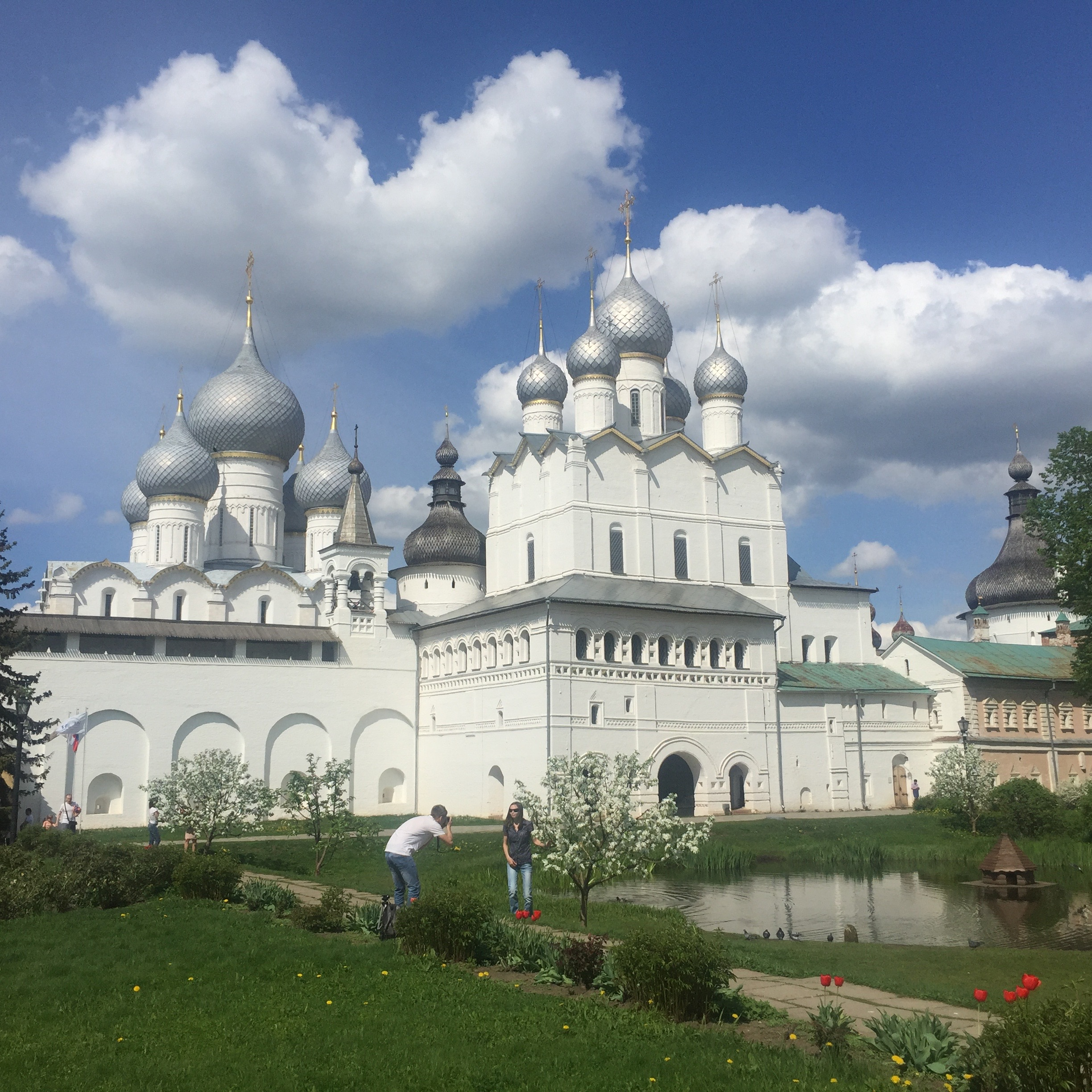
Kremlin à Rostov le Grand

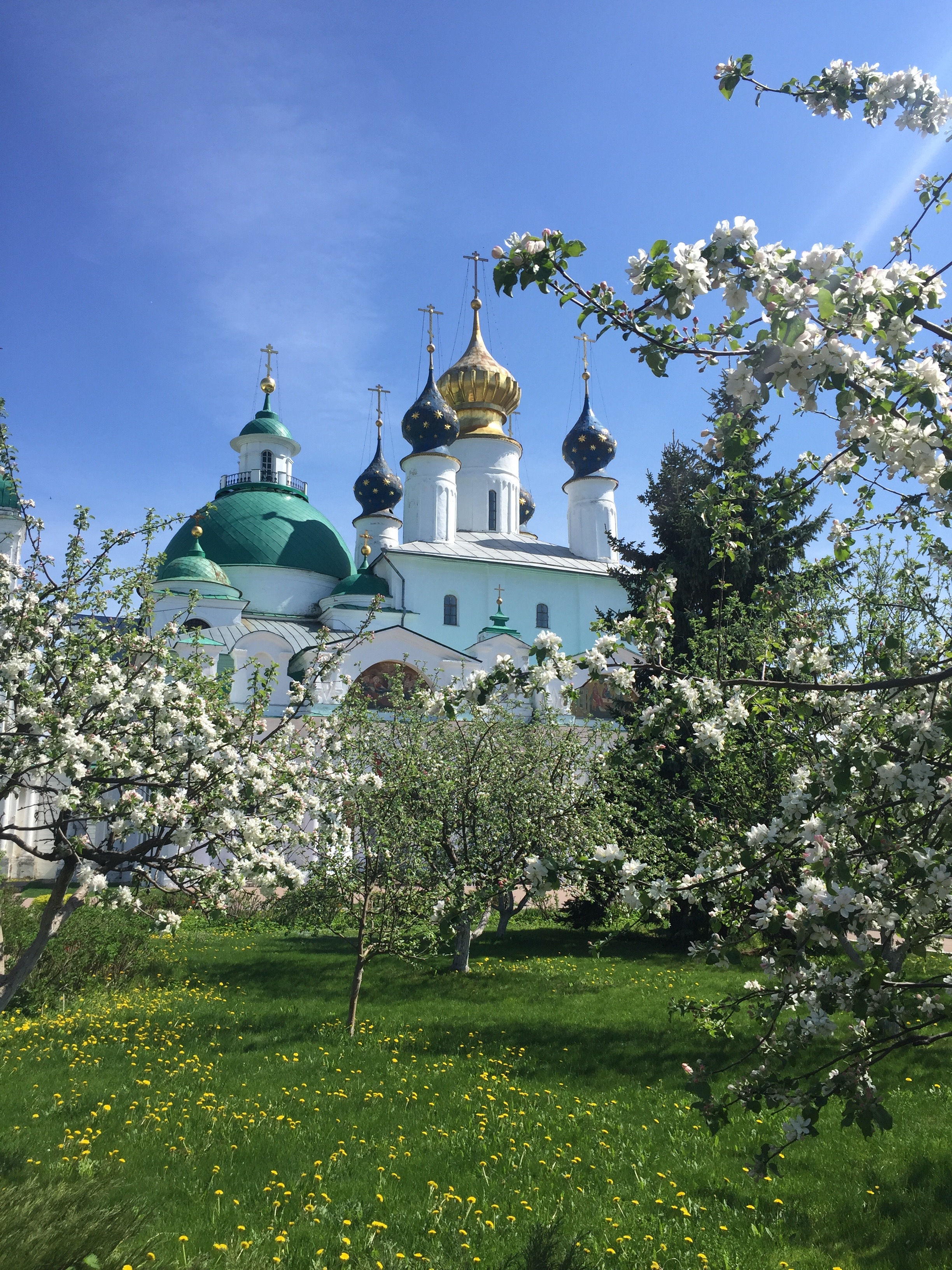
Monastère Spaso-Yakovlevsky Dimitriev à Rostov le Grand

La région de Rostov était occupée par l'ethnie finnoise aujourd'hui éteinte des Mériens, et fut colonisée très anciennement par les Slaves. Le territoire ne fut cependant pas christianisé en profondeur sous Vladimir Ier, malgré les affirmations des chroniques russes, Livre des degrés et Chronique de Goustynia: Certes, Vladimir se rend en personne à Rostov, sans doute dans l'idée d'en faire une tête de pont de la christianisation vis-à-vis des populations finnoises et y envoie un évêque grec, Fedor; le fils de Vladimir, Boris se voit quant à lui confier la tâche de gouverner la ville et la principauté, mais à sa mort, en 1015, le territoire demeure sans prince et deux évêques sont successivement chassés de la ville par les habitants.
Sous Vladimir Monomaque, le grand-prince déplaça en 1093 la capitale de la principauté de Vladimir-Souzdal de Rostov à Souzdal. Depuis trois cents ans, c'est un grand centre de travail des émaux. Il existe un musée de l'émail ouvert récemment.

## Architecture
Faisant partie de l'Anneau d'or, la ville possède des bijoux architecturaux autour de son kremlin:
- Cathédrale de l'Assomption
- Monastère de l'Épiphanie-Saint-Abraham fondé au XIIIe siècle
- Monastère Saint-Jacques

## Population
Recensements ou estimations de la population
| 1856  | 1897*  | 1913   | 1926*  | 1931   | 1939*  | 1959*  |
| ----- | ------ | ------ | ------ | ------ | ------ | ------ |
| 9 600 | 13 715 | 20 000 | 19 952 | 23 300 | 29 808 | 29 230 |

| 1970*  | 1979*  | 1989*  | 2002*  | 2010*  | 2012   | 2013   |
| ------ | ------ | ------ | ------ | ------ | ------ | ------ |
| 30 815 | 31 538 | 35 707 | 34 141 | 31 792 | 31 368 | 31 047 |

| 2014   | 2015   | 2016   | 2017   | 2018   | 2019   | 2020   |
| ------ | ------ | ------ | ------ | ------ | ------ | ------ |
| 30 923 | 30 824 | 30 943 | 31 039 | 30 969 | 30 700 | 30 515 |

## Personnalités
- Agha Achurov (1886-1936), homme d'État azerbaïdjanais, est mort à Rostov Veliki.
- Théodoret de Kola (1481–1571), higoumène et saint russe
- Emilia Malessa (1909-1949), membre de l'Armia Krajowa
- Lev Naoumov (1925–2005), pianiste et compositeur russe